# Gilbert Blanc
Gilbert Blanc (25 février 1906 à Bédoin-5 juin 1993 à Carpentras), est un peintre français dont le thème privilégié a été de peindre le Mont Ventoux de sa propriété en tous temps et en toutes saisons. 

## Biographie
Véritable peintre-paysan, il s'est enraciné dans sa propriété de la Bernarde où il travailla à la fois ses terres et son talent artistique. Faisant le choix de planter son chevalet toujours au même endroit, il peignit le Ventoux de ce point par tous les temps et aux quatre saisons. Il mit un terme à sa carrière de peintre, en 1983, après l'incendie de son atelier et de sa bibliothèque. 